# Henrik Stenberg
Henrik Stenberg (15 stycznia 1990 r.) – szwedzki unihokeista.

## Kariera klubowa
- Storvreta IBK (2005-2007)
- IK Sirius IBK (2007-2008)
- Storvreta IBK (2007-

## Sukcesy

### Klubowe
- Puchar Mistrzów IFF – (1 x ): 2012
- Puchar Mistrzów IFF – (1 x ): 2011
- Mistrzostwo Szwecji – (3 x ): 2011/12; 2010/11; 2009/10

### Reprezentacyjne
- Mistrzostwa Świata U-19 w Unihokeju – (2 x ): 2007, 2009
- Mistrzostwa Świata w Unihokeju:
– (2 x ): 2012, 2014
– (2 x ): 2010, 2016

Szczegółowa tabela występów w reprezentacji.
| Turniej                        | Rok  | M  | B  | A  | Pkt |
| ------------------------------ | ---- | -- | -- | -- | --- |
| Mistrzostwa Świata w unihokeju |      | 18 | 21 | 24 | 45  |
|                                | 2014 | 6  | 2  | 8  | 10  |
|                                | 2012 | 6  | 10 | 9  | 19  |
|                                | 2010 | 6  | 9  | 7  | 16  |